# Яровое (Одесская область)
Яровое (укр. Ярове) — село, относится к Тарутинскому району Одесской области Украины.
Население по переписи 2001 года составляло 1234 человека. Почтовый индекс — 68553. Телефонный код — 8-04847. Занимает площадь 1,49 км². Код КОАТУУ — 5124789401.

## Местный совет
68553, Одесская обл., Тарутинский р-н, с. Яровое, ул. Садовая, 82

## История

### Переселение
Основание Ярового связано со сложными процессами проходившими на Балканах в первой трети XIX века. Бесправное положение болгарского населения в Османской империи, эксплуатация, насилие со стороны властей приводило к росту протестных настроений. В ходе Русско-турецкой войны 1828—1829 гг местное население довольно активно помогало российской армии. Кроме того во время войны нередки были случаи когда болгары мстили туркам (не участвующим в войне) убивая их и уничтожая их имущество. Поэтому вполне оправданным были опасения, что после ухода российской армии мстить будут уже турки. Немаловажным фактором было и то что один из пунктов Адрианопольского договора разрешал местному населению переселиться за Дунай с уходящей российской армией.
Одними из переселенцев были жители села Гюльмян Ямбольского округа, которые вместе с остальными беженцами в апреле 1830 г отправились из Болгарии за Дунай. На дорогу они затратили около 2,5 месяцев и к 1 июля 1830 г переселенцы заняли все пустующие земли в Бессарабии. Гюльмянцы заняли часть пустопорожнего участка под № 37 площадью в 4260 десятин удобной земли. Точное количество переселенцев неизвестно, однако в 1832 г. в селе насчитывалось 88 колонистских семей, а по переписи 1835 года — 101 семья.

### Хозяйственная деятельность
Основным видом хозяйственной деятельности колонистов было сельское хозяйство. Однако природно-климатические условия (зона рискованного земледелия) и специфика переселения (недостаточное количество с/х орудий труда в первые годы) позволили им начать свою хозяйственную деятельность с животноводства. Прежде всего стало развиваться овцеводство, которое было сравнительно малозатратным и приспособленным к местным условиям. А также обеспечивало их едой, одеждой, продукция овцеводства продавалась на внутреннем и внешнем рынках. В период с 1832 по 1858 г поголовье овец в Гюльмяне выросло в 10 раз — с 792 до 8180 голов. Однако к середине XIX века экстенсивное развитие животноводства исчерпало себя. С одной стороны увеличивающееся поголовье овец требовало новых пастбищ, с другой стороны в 30-50-е гг целинные земли были вспаханы переселенцами. Уже в 1870г поголовье овец сократилось до 2447 голов, т.е почти в 3,5 раза. В 60-70-её гг «цигайское овцеводство, представлявшее собой экстенсивный тип отрасли сельского хозяйства. уступило место земледелию и было оттеснено им.»
В 1945 г. Указом ПВС УССР село Дюмлени переименовано в Яровое.